# Обернена матриця
Обернена матриця — матриця (позначається {\displaystyle \ A^{-1}}), яка існує для кожної невиродженої квадратної матриці{\displaystyle \ A}, розмірності {\displaystyle \ n\times n}, причому:
{\displaystyle \ AA^{-1}=A^{-1}A=I_{n}}
де {\displaystyle \ I_{n}} одинична {\displaystyle \ n\times n} матриця. 
Якщо для матриці {\displaystyle \ A} існує {\displaystyle \ A^{-1}}, то така матриця називається оборотною, тобто кожна невироджена матриця є оборотною, і навпаки — кожна оборотна матриця є невиродженою.

## Властивості
- {\displaystyle (\mathbf {A} ^{-1})^{-1}=\mathbf {A} } — операція обернення є інволюцією.
- {\displaystyle (\mathbf {A} ^{\mathrm {T} })^{-1}=(\mathbf {A} ^{-1})^{\mathrm {T} }} — обернення транспонованої матриці
- {\displaystyle (\mathbf {A} ^{*})^{-1}=(\mathbf {A} ^{-1})^{*}} — обернення спряженої матриці
- {\displaystyle (k\mathbf {A} )^{-1}=k^{-1}\mathbf {A} ^{-1}} для довільного коефіцієнта {\displaystyle k\not =0.}
- {\displaystyle (\mathbf {AB} )^{-1}=\mathbf {B} ^{-1}\mathbf {A} ^{-1}}
- {\displaystyle \det(\mathbf {A} ^{-1})=\det(\mathbf {A} )^{-1}} — визначник оберненої матриці.
- {\displaystyle \operatorname {rang} (A)=n} — ранг матриці дорівнює розміру матриці.
- Власні вектори матриці та її оберненої — збігаються, а власні значення є оберненими.
- Якщо потрібно розв'язати систему лінійних рівнянь {\displaystyle Ax=b}, (b — ненульовий вектор) і {\displaystyle A^{-1}} існує, тоді {\displaystyle x=A^{-1}b}. В протилежному випадку або розмірність простору розв'язків більше нуля, або їх немає зовсім.

## Знаходження оберненої матриці

### Точні методи
- Метод Гауса — Жордана
- LU розклад матриці
- {\displaystyle {A}^{-1}={\frac {1}{\det(A)}}{\tilde {A}}}

де {\displaystyle {\tilde {A}}} — союзна матриця.

### Ітераційні методи
...

## Приклади
{\displaystyle A^{-1}={\begin{bmatrix}a&b\\c&d\\\end{bmatrix}}^{-1}={\frac {1}{\det A}}{\begin{bmatrix}\,\,\,d&\!\!-b\\-c&\,a\\\end{bmatrix}}={\frac {1}{ad-bc}}{\begin{bmatrix}\,\,\,d&\!\!-b\\-c&\,a\\\end{bmatrix}}.}
Обернена матриця існує тоді і тільки тоді, коли {\displaystyle ad-bc=\det A\neq 0}.
{\displaystyle A^{-1}={\begin{bmatrix}a&b&c\\d&e&f\\g&h&k\\\end{bmatrix}}^{-1}={\frac {1}{\det A}}{\begin{bmatrix}ek-fh&ch-bk&bf-ce\\fg-dk&ak-cg&cd-af\\dh-eg&bg-ah&ae-bd\\\end{bmatrix}}={\frac {1}{aek+bfg+cdh-ceg-bdk-afh}}{\begin{bmatrix}ek-fh&ch-bk&bf-ce\\fg-dk&ak-cg&cd-af\\dh-eg&bg-ah&ae-bd\\\end{bmatrix}}.}
Обернена матриця існує тоді і тільки тоді, коли {\displaystyle aek+bfg+cdh-ceg-bdk-afh=\det A\neq 0}.